# Муж желаний
«Муж желаний» (фр. L'homme de désir) — художественный фильм французского режиссёра Доминика Делуша, снятый по его собственному сценарию в 1969 году и вышедший на экраны в 1971 году.

## Смысл эпиграфа к фильму
Будьте мужьями желания, —Пророк Даниил (Дан.9:12)
Эпиграф библейского происхождения наделяет двойным смыслом название фильма и придаёт ему оттенок христианской морали, выражая таким образом его основную мысль: «повторение жертвы Иисуса». В Ветхом Завете Господь назвал своего пророка Даниила «Мужем желаний», что означает «драгоценный», «особо дорогой» в глазах Господа. Даниил возжаждал Господа и исполнения Его слова с такой силой, что этого было достаточно, чтобы привести в действие воинство небесное и изменить духовную атмосферу над всем Вавилоном. Но ещё важнее то, что именно Даниил дал пророчество о приходе Мессии на нашу землю во имя спасения человечества.
В данном случае — ради спасения одного человека.

## Сюжет
Этьен, христианский писатель, женатый человек лет сорока, по дороге в Париж увидел голосующего на обочине молодого человека и взял его в свою машину. Красивый мальчик в обтягивающих белых джинсах, с подбитой скулой и пораненным пальцем сказал, что его зовут Руди и объяснил, что проиграл всё в рулетку в казино в Довиле. Этьен заметил, как Руди вынул тайком из его портмоне нескольких банковских билетов, но оставил ему свою визитную карточку на случай необходимости или чрезвычайной ситуации. Наверно, Этьен испытывал отцовские чувства по отношению к несовершеннолетнему мальчику: в его доме была оставлена в неприкосновенности детская комната с пустой колыбелью, и похоже, что они с женой Валентиной уже не могли иметь детей. Но его желание снова увидеть Руди становилось всё более двусмысленным. Этьен доверился сначала своей супруге, а затем посоветовался с Франсуа, церковным другом. Пара имела открытые отношения, и Валентина взяла на себя инициативу пригласить молодого человека на выходные в их загородный дом. Относительное согласие, казалось, установилось между тремя действующими лицами. Но Руди — «бродяга» с неясным прошлым, который вёл скорее преступное ночное существование с грабежом мужчин, ищущих развлечений, и шулерской игрой в карты. Он быстро начал чувствовать себя чужим в этом зажиточном буржуазном жилище и не хотел поддерживать фальшиво-умиротворённую атмосферу. В продолжение сюжета Этьен выследил Руди до притона, где собиралась молодёжная банда, и снова тщетно попытался вытянуть его из преступной среды. Однако у Руди вызывало раздражение упорное стремление Этьена лезть в его жизнь. Сначала он видел в нём только источник небольшой материальной поддержки. Он иронизировал над Этьеном («Валентина может покраснеть от стыда за тебя.», «Что, всё так серьёзно?»), украл у них деньги, обманул Этьена с его женой. Но постепенно он начал видеть в Этьене друга, почти отеческое участие, которого ему не хватало. С изменением своей причёски на короткую стрижку, он, вроде, был готов изменить и свою судьбу, принять чувство Этьена, хотя с другой стороны не мог удержаться от того, чтобы его не ненавидеть и не презирать, Отношения между двумя мужчинами закончились жертвенной смертью Этьена, который, преданный и униженный, попал в ловушку, устроенную ему группой Руди.
Он принёс в жертву, чтобы его спасти, свои деньги, свою честь и свою жизнь.

## Цвет и музыка в фильме
Муж желаний — это второй из трёх полнометражных художественных фильмов Доминика Делуша. Начиная с 1980 года, режиссёр посвящает себя документальным фильмам о танце, с визуальной передачей мастерства величайших фигур балета XX-го века, и о музыке.
Многолетнее обучение игре на фортепьяно и классическому пению и его увлечение балетом оказали большое влияние на формирование эстетического вкуса будущего режиссёра. Благодаря образованию в области изобразительного искусства кинорежиссёр  владеет также средствами выразительности в данной области. Муж желаний, отмеченный печатью творческой личности автора, не очень простой с его философским, моральным и социальным смыслом. Он также оригинальный и изысканный в художественном отношении.
Доменик Делуш не случайно выбрал для этого фильма чёрно-белое изображение. Обращение к абсолютному, вневременному, Божьему уже предполагает строгое благородство классического сочетание белого и чёрного. Эти два противоположных цвета усиливают определённо проводимый в фильме контраст между учтивым и расслабленным миром человека и ночным существованием преступного мира молодёжи, между добрым и злым, жертвенностью и отчуждением. Сочетание чёрного и белого делает более заметными мелкие детали и придаёт особенную фотогеничность сцене с туманом. Эта сакральная пара создаёт завораживающие оптические иллюзии: усиливает мрачность ночных сцен, размывает грани реальности, подчёркивает фатализм происходящего.

Неоднократно фильм беспокоит, воздействует на бессознательное, кажется большим кошмаром наяву (в последнюю четверть часа настолько он ужасный и пугающий, почти мистический).Оригинальный текст (фр.) A plusieurs reprises, le film dérange, travaille l’inconscient, apparaît comme un grand cauchemar éveillé (le dernier quart d’heure est ainsi foudroyant et effrayant, presque mystique).
Классическая музыка участвует в создании окончательного образа этого произведения кинематографического искусства: бессмертные шедевры поддерживают отсылку к древним временам и оттеняют драматизм действия. Для музыкального сопровождения фильма Доменик Делуш использовал прелюдии Иоганна Себастьяна Баха (нем. Johann Sebastian Bach) из «Хорошо темперированного клавира» (нем. Das wohltemperierte Klavier). Через весь фильм лейтмотивом проходит скорбная тема Andante из прелюдии си-бемоль минор (нем. Präludium und Fuge b-Moll BWV 867), с нарастанием напряжённости и приближением развязки переходя в Allegro до минорной прелюдии (нем. Präludium und Fuge c-Moll BWV 847), с самых первых кадров сообщая предощущение неотвратимости трагедии.

## Отзывы
При выходе фильма Жан-Луи Бори (фр. Jean-Louis Bory), которому он мог только нравиться, писал в Le nouvel observateur, что аллюзия на христианское пришествие, погружённое Делушем в повседневную действительность сегодняшнего дня, явилась удачной находкой режиссёра. Менее покорённый Луи Шове (фр. Louis Chauvet ) тоже не был скуп на хвалебные слова в Le Figaro, где он сравнил работу Делуша с фильмом Теорема, заново увиденным Брессоном, имея в виду скромность, тактичность и человеческое уважение, которые обнаруживает здесь Делуш. В отличие от критики, которая отнеслась к работе Делуша довольно  благосклонно, фильм был плохо принят публикой тех лет и оставался в течение долгого времени дискуссионным творением.

## Актёрский состав
Наряду с известными персонами французского кино, как  Эммануэль Рива и Андре Фалькон, на главные роли Доменик Делуш пригласил неизвестных театральных актёров, которые позже будут также работать в качестве режиссёров-постановщиков. Эрик Лаборе (фр. Éric Laborey) дебютировал в этом фильме в роли Жана (Руди); он покончит с собой в 1982 году, не дожив до 32-х лет. Франсуа Тиммерман сыграл здесь Этьена; его скромная фильмография закончится в начале 80-х годов. У Патриса Александра роль вожака банды тоже стала дебютом на большом экране; его не звёздная, но стабильная карьера прервётся смертью в результате автомобильной аварии в 50 лет.

## Места съёмок
- комфортабельные павильоны в пригороде Парижа
- старые бани на улице Пентьевр (фр. Penthièvre ), 8-й округ, превращённые в грязный притон
- пустой участок в парижском квартале Фрон-де-Сен (фр. Front de Seine ), 15-й округ
- Лебединый остров (фр. Île aux Cygnes) и набережные Сены в Порт-де-Сюффрен (фр. Port de Suffren)[9]

## В ролях
- Эрик Лаборе — Жан Куртуа, или Руди
- Эмманюэль Рива — Валентина
- Франсуа Тиммерман — Этьен
- Патрис Александр — главарь банды
- Жерар Аверель
- Ален Дорваль
- Андре Фалькон — комиссар полиции
- Жак Анри
- Tola Koukoui
- Мишель Ванеско
- аббат Марк Оресон в роли самого себя

## Съёмочная группа
- Режиссёр : Доменик Делуш
- Сценарий и диалоги : Доменик Делуш
- Продюсер : Серж Фридман
- Оператор-постановщик : Жан-Серж Бургуэн
- Звукорежиссёр : Гастон Дролле
- Композитор : Ален Берно, использована музыка  Иоганна Себастьяна Баха
- Монтаж : Мариз Сиклер

## Дополнительная информация
- Слоган : «Будьте мужьями желания, — Пророк Даниил (Дан.9:12)»[источник не указан 1804 дня]
- Жанр : драма
- Формат плёнки : 35 мм[значимость факта?]
- Звук : моно[значимость факта?]
- Цвет : чёрно-белый
- Период съёмок : 1969 год
- Место съёмок : Париж (Франция)
- Страна:  Франция
- Премьера :  Франция, 17 марта 1971 года
- Оригинальный язык : французский
- Ограничения по возрасту : Не рекомендуется[кем?] лицам младше 16 лет[значимость факта?]

## Презентации и награды

### Презентации
- 1970: показ на Фестивале в Йере (фр. Festival d’Hyères)
- 1970: показ на Фестивале в Бергамо (итал. Bergamo Festival) Награды

### Награды
- 1971: получение кинопремии Макса Офюльса (фр. Prix Max Ophüls )[10]